# Darius Kasparaitis
Darius Kasparaitis, ros. Дарюс Владович Каспарайтис - Darius Władowicz Kasparajtis (ur. 16 października 1972 w Elektrenach, Litewska SRR) – litewski hokeista, reprezentant WNP, Rosji i Litwy, czterokrotny olimpijczyk.

## Kariera
- Dinamo Moskwa (1988–1992)
- New York Islanders (1992–1996)
- Pittsburgh Penguins (1996–2002)
- Colorado Avalanche (2002)
- New York Rangers (2002–2004)
- Ak Bars Kazań (2004–2005)
- New York Rangers (2005–2007)
  -  Hartford Wolf Pack (2006–2007)
- SKA Sankt Petersburg (2007–2009)
- Hockey Punks (2014-2018)
- Energija Elektreny (2018)

Wychowanek klubu Energija Elektreny. Wieloletni zawodnik klubów NHL. Pierwotnie zakończył karierę w kwietniu 2010 roku. Na początku 2014 wznowił karierę i od lutego występuje w litewskiej drużynie Hockey Punks.
W wieku juniorskim grał w kadrach ZSRR do lat 18 i 20. W wieku seniorskim uczestniczył w turniejach zimowych igrzysk olimpijskich 1992 (WNP), 1998, 2002, 2006 (Rosja), mistrzostw świata w 1992, 1996, Pucharu Świata 2004 (Rosja). W wieku 45 lat w dniu 10 listopada 2017 rozegrał swój debiutancki mecz w barwach seniorskiej reprezentacji Litwy (w Kłajpedzie przeciw Estonii). W barwach Litwy uczestniczył w turnieju mistrzostw świata edycji 2018 (Dywizja I grupa B), wywalczając z kadrą awans.
W 2010 na początku sezonu KHL (2010/2011) był asystentem trenera w drużynie SKA Sankt Petersburg.
Wystąpił w filmie Brat 2 (2000).

## Sukcesy
Reprezentacyjne
- Srebrny medal mistrzostw Europy juniorów do lat 18: 1990 z ZSRR
- Srebrny medal mistrzostw świata juniorów do lat 20: 1991 z ZSRR
- Złoty medal mistrzostw świata juniorów do lat 20: 1992 z WNP
- Złoty medal igrzysk olimpijskich: 1992 z WNP
- Srebrny medal igrzysk olimpijskich: 1998 z Rosją
- Brązowy medal igrzysk olimpijskich: 2002 z Rosją
- Awans do mistrzostw świata Dywizji I Grupy A: 2018 z Litwą

Klubowe
- Złoty medal mistrzostw ZSRR: 1990, 1991, 1992 z Dinamo Moskwa
- Mistrz Dywizji NHL: 1998 z Pittsburgh Penguins

Indywidualne
- Mistrzostwa Europy juniorów do lat 18 w hokeju na lodzie 1990:
  - Skład gwiazd turnieju[9]
- Mistrzostwa świata juniorów do lat 20 w 1992:
  - Najlepszy napastnik turnieju
- KHL (2008/2009):
  - Mecz Gwiazd KHL (wybrany, nie wystąpił)
- Mistrzostwa Świata w Hokeju na Lodzie 2018 (I Dywizja)#Grupa B:
  - Trzecie miejsce w klasyfikacji +/- turnieju: +5[10]

Wyróżnienia
- Zasłużony Mistrz Sportu ZSRR w hokeju na lodzie: 1992
- Rosyjska Galeria Hokejowej Sławy: 2014